# Витягловська Тетяна Володимирівна
Тетя́на Володи́мирівна Витягло́вська (нар. 22 травня 1964, м. Бучач, Україна) — українська художниця-модельєрка текстильної промисловості, художниця. Членкиня Національної спілки художників України (1995). Дружина Михайла Витягловського.

## Життєпис
Народилася 22 травня 1964 року в м. Бучачі Тернопільської області в Україні.
Навчалася у ЗОШ № 2, в містечку цукровиків у Бучачі, продовживши навчання у ЗОШ № 7 міста Чорткова. Закінчила Бучацьку художню школу.
1978 року вступила до Вижницького училища прикладного та декоративного мистецтва (тепер Вижницький коледж прикладного мистецтва імені Василя Шкрібляка) на відділення художнього ткацтва. Після завершення навчання в ВУПДМ з лютого до липня 1984 року працювала творчим майстром у Коломиї Івано-Франківської області на фабриці художніх виробів імені 17 вересня творчим майстром[джерело?].
З 1984 до 1989 року навчалася на відділенні художнього текстилю Львівського інституту прикладного та декоративного мистецтва, нині Львівська національна академія мистецтв.
1988 року вийшла заміж за Михайла Витягловського. З 1989 року проживає з сім'єю в смт Заводське Чортківського району Тернопільської області.
Від 1 березня 1992 року працювала керівником гуртків технічної творчості підліткового клубу в селі Колиндяни Чортківського району. З 1995 року викладач відділу образотворчого мистецтва школи мистецтв у смт Заводське Чортківського району.

## Творчість
Учасниця всеукраїнських і міжнародних виставок.
Персональні:
- Тернопіль (1995, 2000)[3],
- Київ (1995, 2019),
- Славутич (1996),
- Нью-Йорк (1998),
- Львів (2004)[3], [4],
- Збараж (2005)[3],
- Тернопіль (2016)[5],[6], [7],
- Чикаго (2017)[8],
- Чортків (2019).

Брала участь у «днях культури України в Німеччині» (Мюнхен, 1999).

## Нагороди
- Лауреат другої премії (перша не присуджувалась) регіональної виставки, присвяченої 400-літтю Берестейської унії (Тернопіль, 1995)[4].
- 1-а премія на міжнародній виставці «Осінній салон «Високий замок — 2002» (Львів).
- Диплом у номінації «За виразність мови текстилю» на І Всеукраїнській трієнале текстилю (Київ, 2004).
- Відзнака журналу «Світ дитини» на міжнародній виставці «Осінній салон «Високий замок — 2006» (Львів)[4].
- Почесні грамоти міністра культури та мистецтв 2008, 2009, 2010, 2011, 2015, 2016, 2019, 2020, 2022 за вагомий особистий внесок у створенні духовних цінностей та високу професійну майстерність[4].
- Обласна премія в галузі культури в номінації «Образотворче мистецтво імені Михайла Бойчука» за APT-проекти «Вади цивілізації», «Свято неба і землі» (2015, у співавторстві)[9].
- International Fiber Art Bienalle, the 11th "From Lausanne to Beijing", організатор : the Academy of fine Arts and Design, Tsinghua University, China, нагорода:  "Excellence Award", назва роботи: " A Desire for Light", (2020) [10].
- Срібна медаль на 14 Міжнародному Бієнале Художнього Текстилю "Скіфія" - 2022, назва роботи: "Океан трансформації сучасного образу", (Івано-Франківськ, Україна, 2022).
- Заслужений художник України[11] (2018)